# Tor (Architektur)

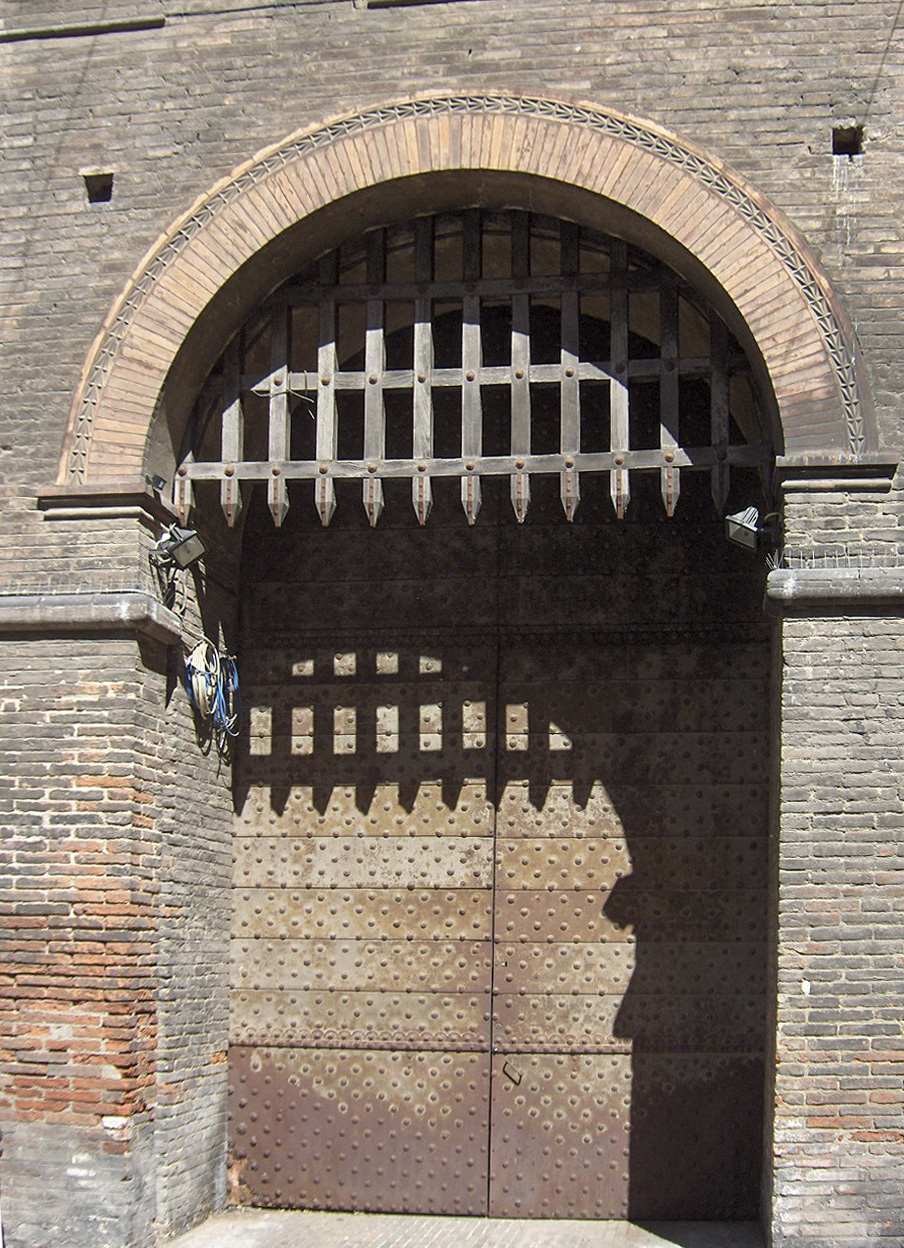
Tor am Palazzo d’Accursio in Bologna

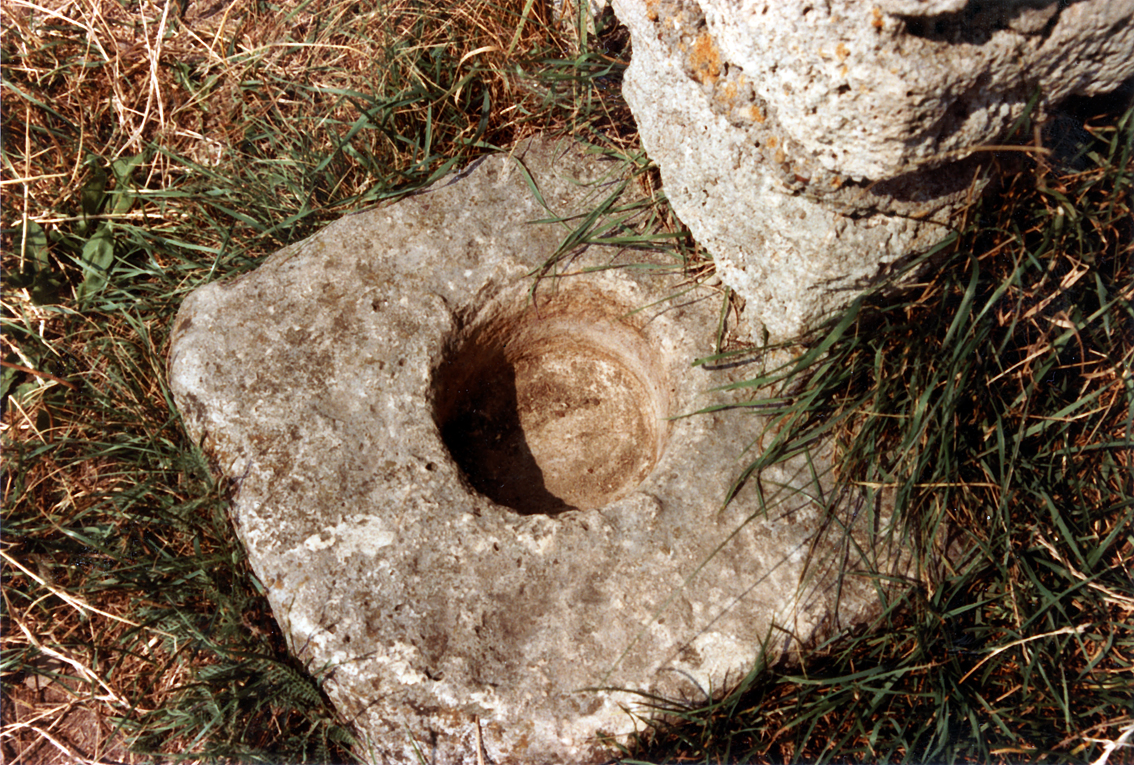
Angelloch für einen Torflügel an der Porta Principalis Sinistra im Limeskastell Abusina

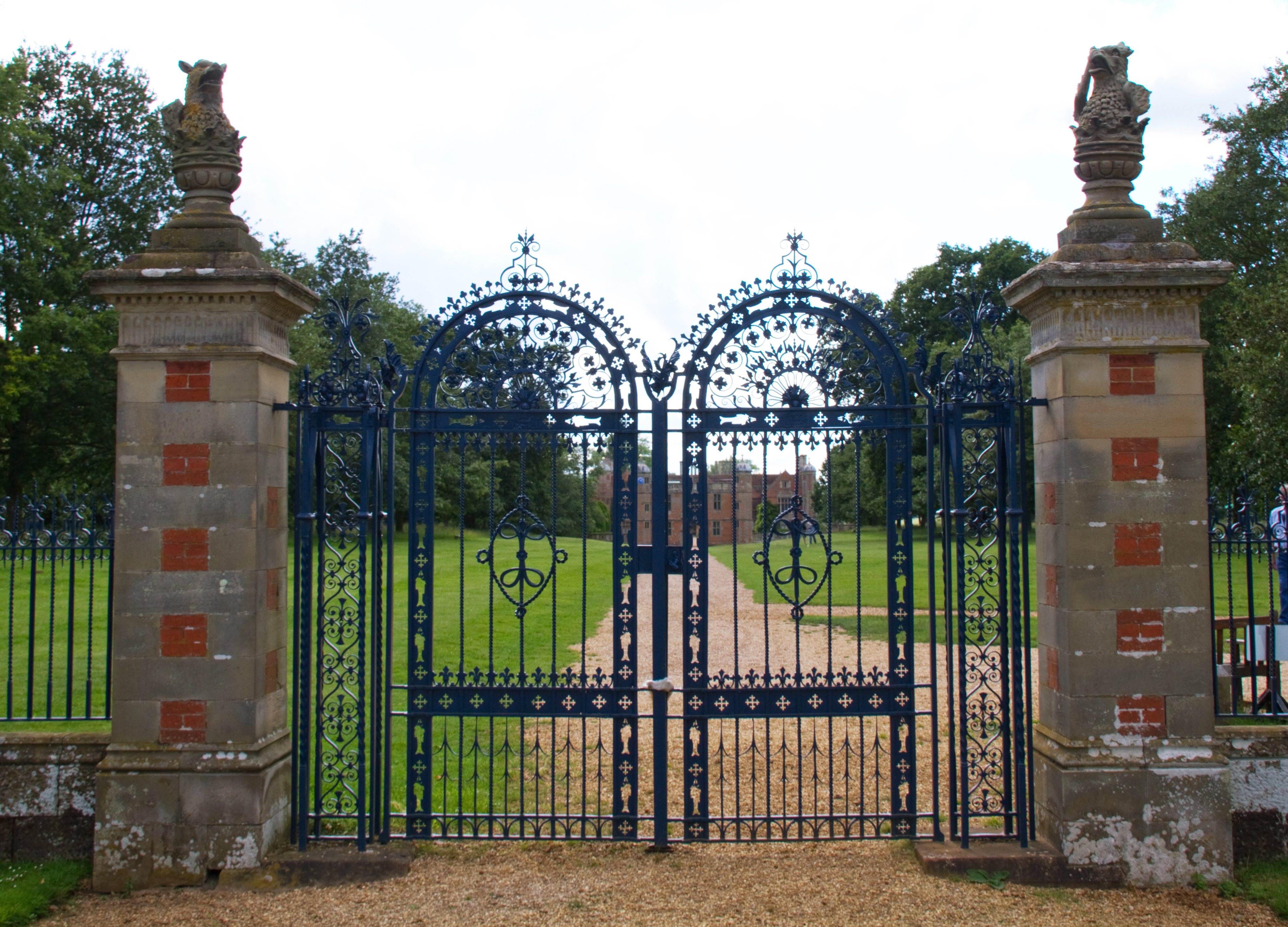
Schmiedeeisernes Gittertor mit seitlichen Steinpfosten

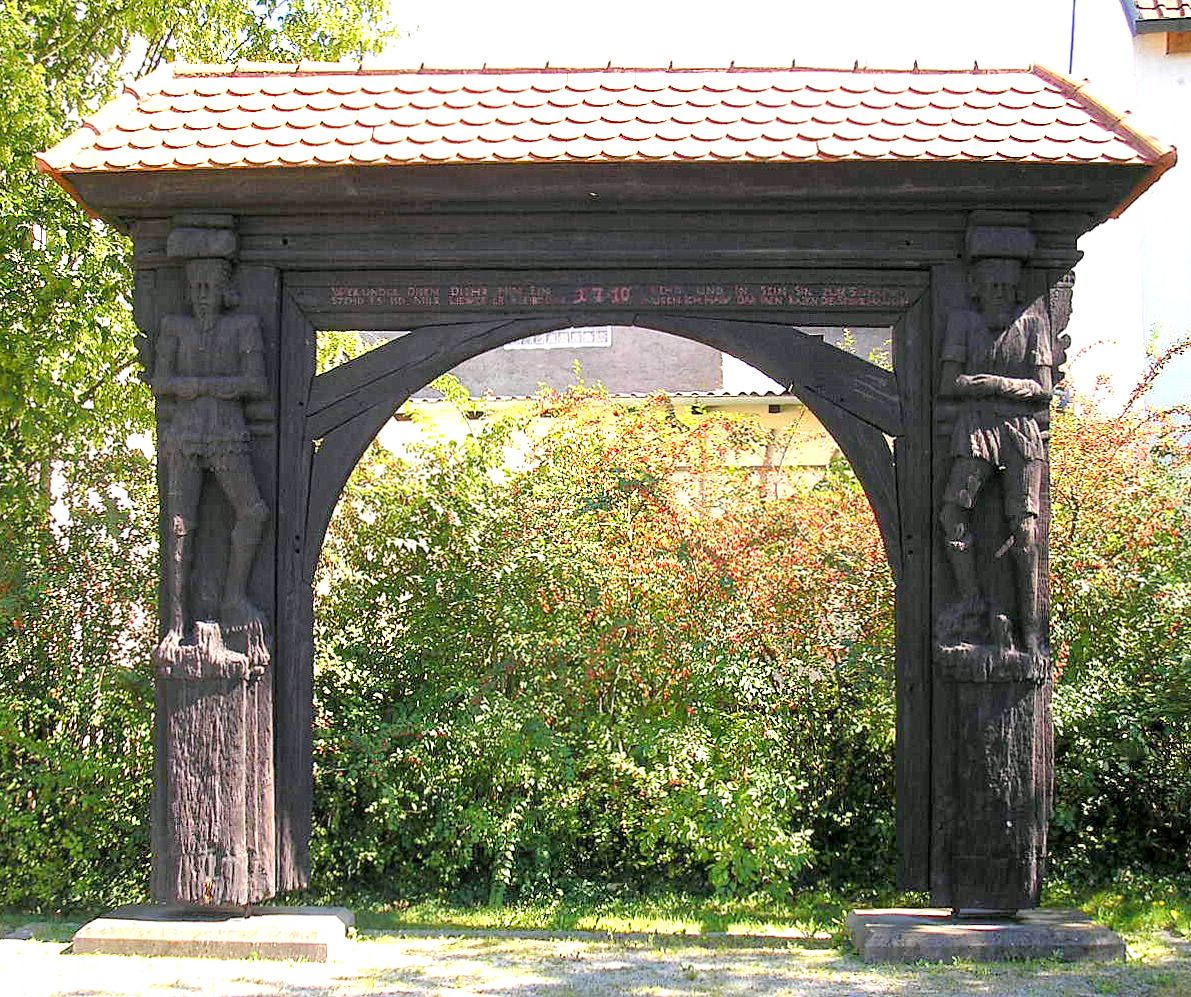
Holzpfostentor mit Wächterfiguren (1710)

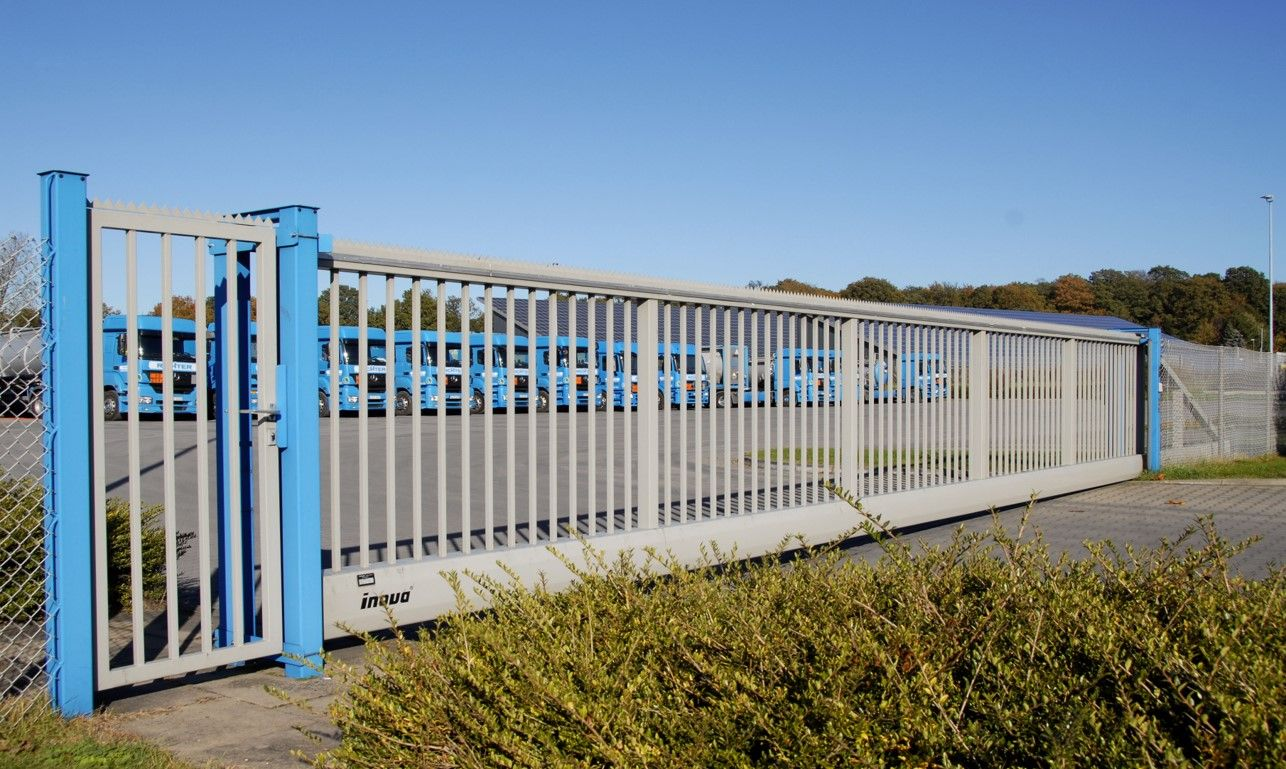
Schiebetor mit seitlicher Schlupftür

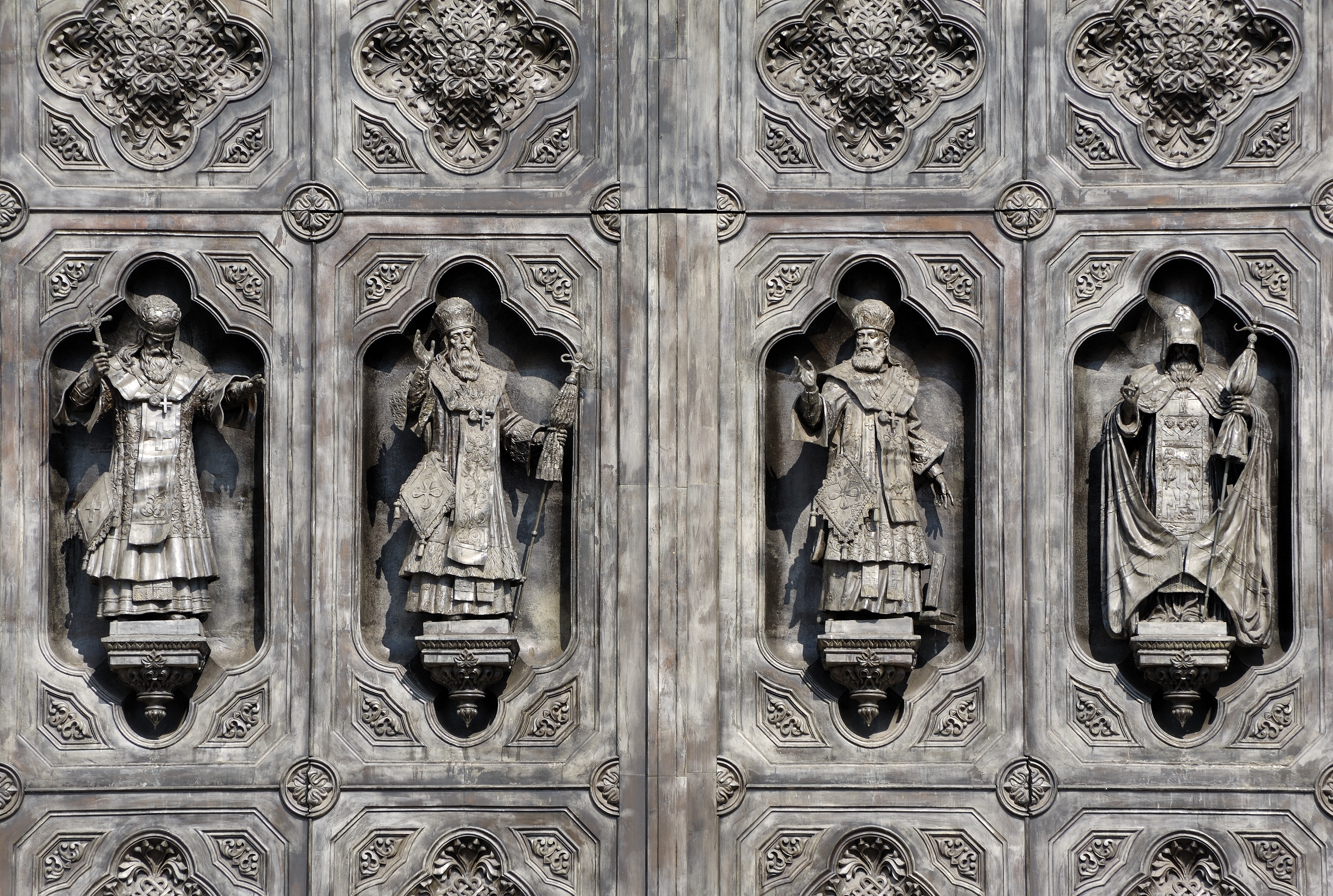
Einige Tore weisen sehr detaillierte Verzierungen auf, wie z. B. das Eingangstor der Christ-Erlöser-Kathedrale in Moskau.

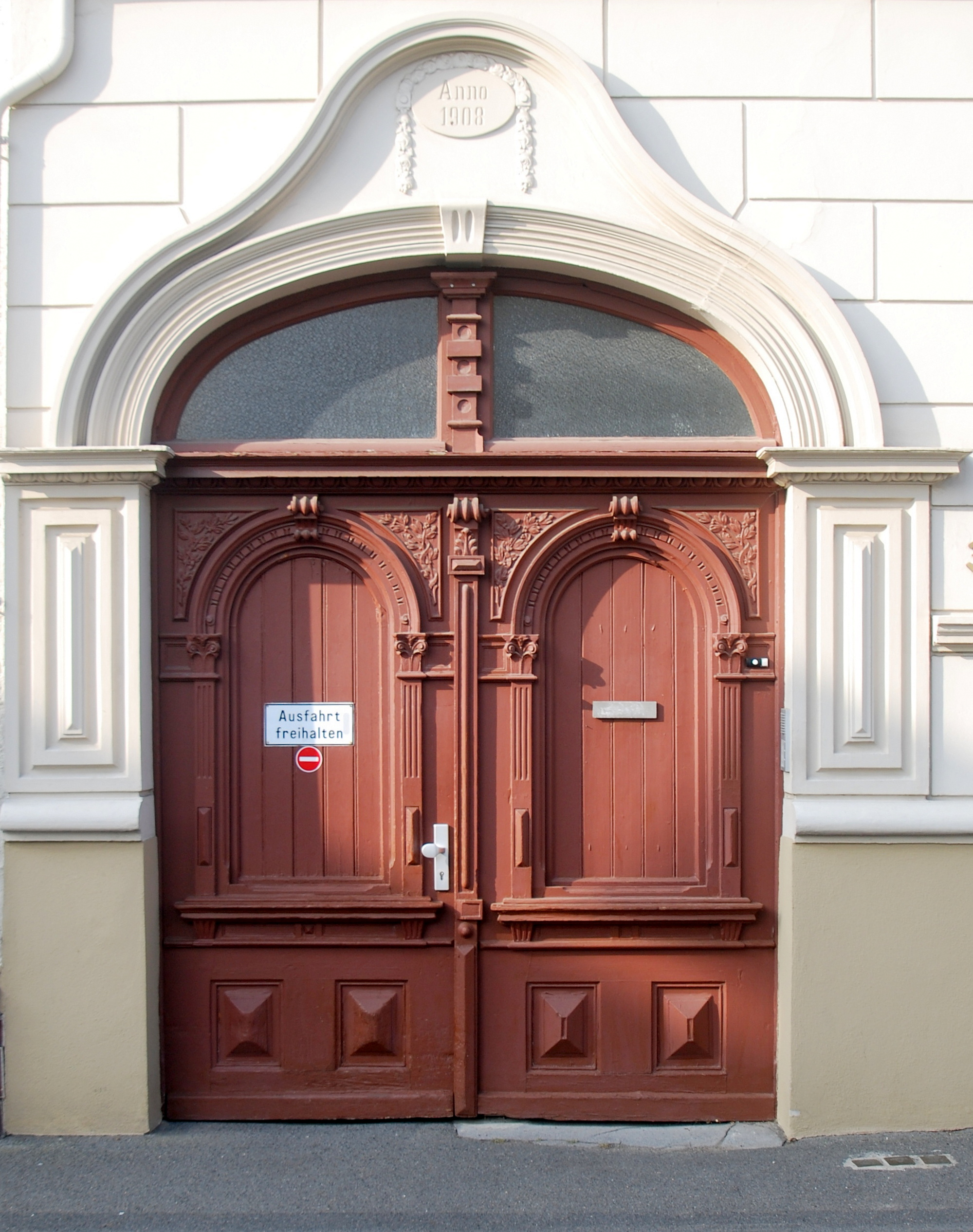
Verzierte Toreinfahrt in Wiesbaden-Dotzheim (1908)

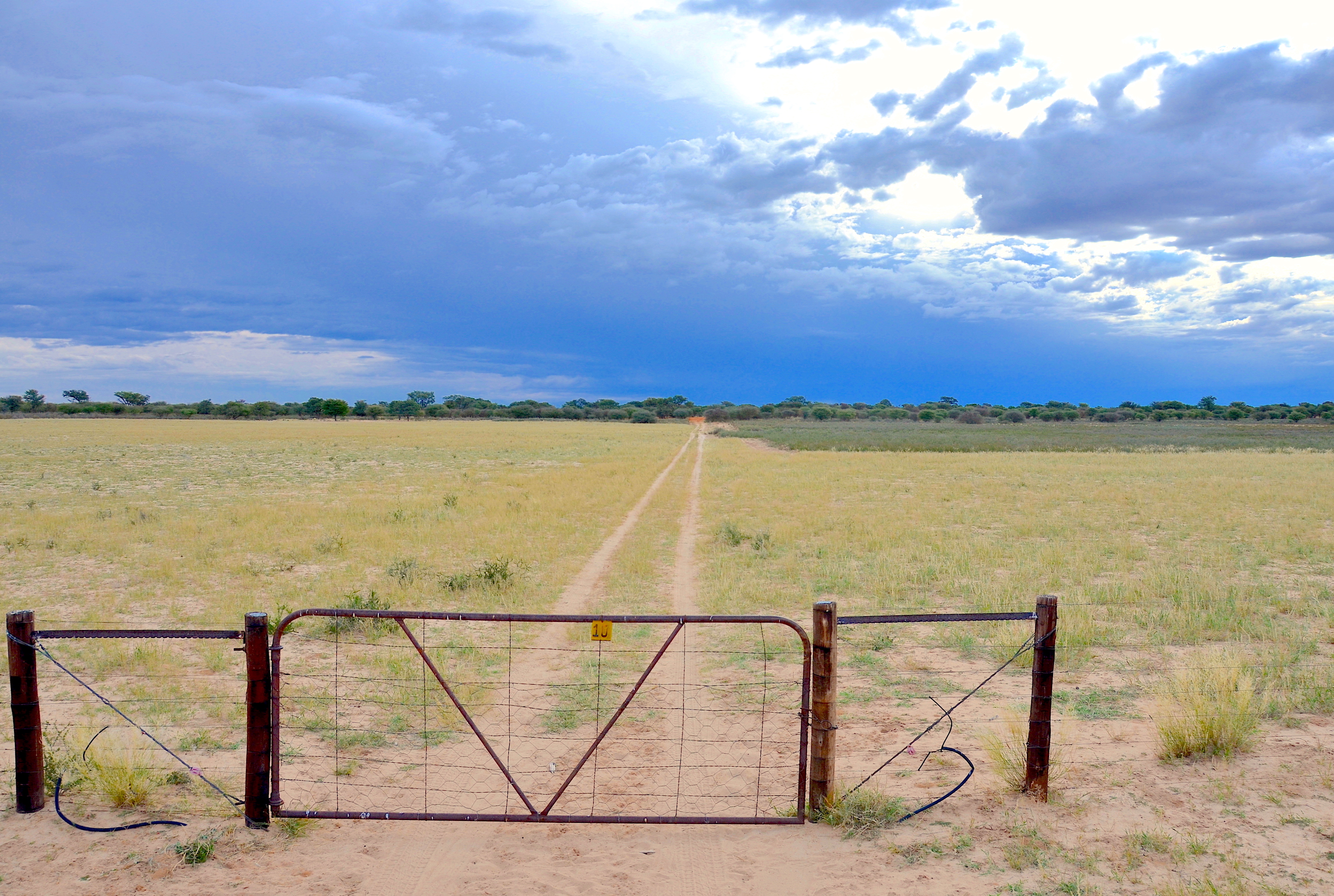
Farmtor als Abgrenzung zwischen verschiedenen Farmeinheiten in Namibia

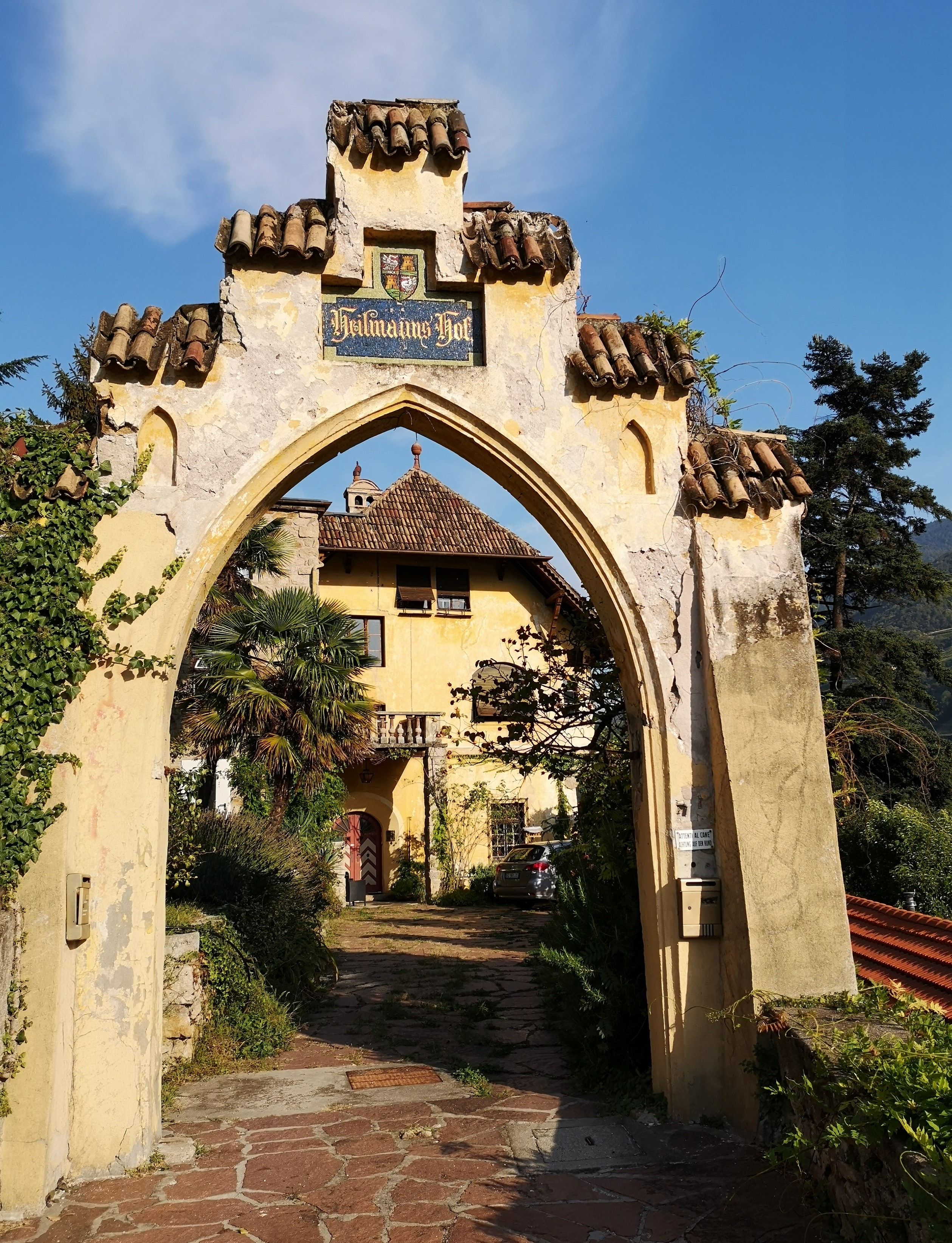
Als Zinnengiebel ausgeprägte neugotische Toranlage in Bozen-Unterleitach

Als Tor wird in der Architektur eine größere Öffnung in einer Mauer, einem Zaun oder einem Gebäude bezeichnet. Tore sind bewegliche Raumabschlüsse, vorzugsweise für den Verkehr mit Fahrzeugen und für den Transport von Lasten mit oder ohne Personenbegleitung. Meist bildet ein Tor die Grenzsicherung zwischen zwei nicht überdachten und unterschiedlichen Eigentümern gehörenden Freiflächen, wohingegen Türen und Portale üblicherweise in geschlossene Räume führen, die meist im Eigentum derselben Person stehen, denen auch die davorliegende Freifläche gehört. Im Gegensatz zu den Torbauten können Tore auch nach oben hin offen sein; sie sind in ihren Dimensionen insgesamt kleiner und weniger tiefenräumlich gestaltet. Im übertragenen Sinne verwendet man das Wort „Tor“ auch für eine entsprechend große Tür, die das Tor schließt; diese kann blickdicht oder blickdurchlässig gestaltet sein.

## Herkunft
Das deutsche Wort „Tor“ ist sprach- und sinnverwandt zu den Sanskrit-Wörtern dur (दुर्) und dvār (द्वार); in der klassisch-indischen Architektur spielen Tore (dort toranas genannt) eine bedeutende Rolle. Das altgriechische Wort thyra oder auch thýra (umschriftlich zu θύρα und θύρα) gehört ebenfalls in diesen sprachlichen Zusammenhang; die Wörter „Pforte“ und „Portal“ wurden dagegen aus dem lateinischen Wort porta abgeleitet.

## Abgrenzung
Tore befinden sich üblicherweise zwischen seitlich angrenzenden Mauern, Gittern oder Zäunen, wohingegen Torbauten in hohem Maße tiefenräumlich angelegt sind und/oder durch Turmaufbauten hervorgehoben werden – hierzu gehören beispielsweise viele Stadttore und Brückentore. Bei Torbauten dominiert der repräsentative Charakter den funktionalen Zweck in hohem Maße. Hierzu gehören die zu Ehren triumphierender Herrscher oder Feldherren erbauten Triumphbögen und Triumphtore, aber auch aus besonderem Anlass errichtete, kurzlebige Ehrenpforten.

## Typische Tore

### Beispiele nach Zweck
- Stadttor: gesicherte Öffnung in der Stadtmauer (meist jedoch Torburg)
- Burgtor: gesicherter Zugang zu einer Burg, oft als Torweg oder Kammertor ausgeführt (mit Tor, Fallgatter und Ähnlichem)
- Brückentor: Tor am Ende oder in der Mitte einer mittelalterlichen Brücke zwecks Kontrolle von Personen und Waren und zur Erhebung von Brückenzoll
- Wassertor: Tor in einer befestigten Anlage als Zugang zu einem Wasserweg
- Gartentor: Öffnung in der Einfriedung (Mauer, Hecke, Zaun) des Gartens, häufig als Gittertor
- Hoftor: Öffnung zu einem privaten Gutshof/Innenhof
- Scheunentor: besonders große Öffnung einer Scheune z. B. für Heuwagen
- Großes Tor (Groote Door, Grote Dör) in einem niedersächsischen Hallenhaus als Bauernhaus mit Niedersachsengiebel
- Gattertor: Öffnung zum Durchtrieb von Weidevieh auf Weideflächen oder zur Durchfahrt von Fahrzeugen
- Kammertor: Als Kammertor wird bei mittelalterlichen Stadtbefestigungen und Burgen ein System aus mindestens zwei hintereinander angeordneten Toren bezeichnet, die durch Mauern miteinander zu einer gut zu überwachenden Passage verbunden sind. Kammertore können im Freiraum zwischen zwei Ringmauern angelegt oder auch als eigenständiger Torbau an die Ringmauer angegliedert sein.
- Werkstor: Einfahrt einer Gewerbeanlage (mit Schiebetor, Schnelllauftor oder mit Schlagbaum)
- Garagentor: Öffnung einer Garage oder auch Werkhalle (etwa mit Rolltor)
- Stadiontor: Öffnung einer Fußball- oder Wettkampfarena
- Schleusentor: Es dient zum Aufstauen von Wasser in einer Wasserstraße.

### Beispiele nach Schließtechnik

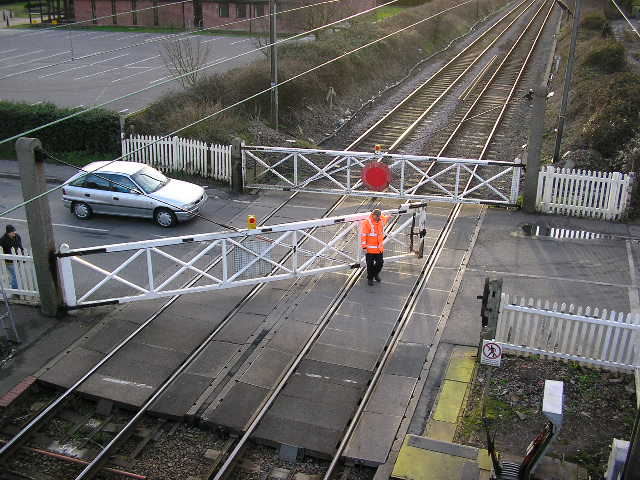
Durch Schwenktore gesicherter Bahnübergang, England

- Schnelllauftor: Toranlagen, die überwiegend im gewerblichen Bereich und in der Industrie eingebaut werden. Sie stellen eine technische Weiterentwicklung der bekannten Sektionaltore oder Rolltore dar. Die Unterschiede liegen vor allem in der auf hohe Laufgeschwindigkeiten und eine große Anzahl an Lastwechseln (Öffnen und Schließen) ausgerichteten Konstruktion. Je nach Bauart ist eine horizontale oder vertikale Laufrichtung möglich.
- Sektionaltor: Dient dem Verschließen von Hallen oder als Garagentor. Das Torblatt ist in mehrere waagerechte Elemente unterteilt und schließt sich von oben nach unten. Seltener gibt es auch eine senkrechte Unterteilung. Gegenüber dem Kipptor, dem „Flügeltor“ und dem „Schwingtor“ hat es den Vorteil, dass es außenseitig keinen Raum zum Öffnen benötigt. In Konkurrenz zum Sektionaltor steht das Rolltor. Rolltor und Sektionaltor können auch als Schnelllauftore ausgeführt sein.
- Rolltor: Wird verwendet, um begeh- oder befahrbare Öffnungen von Hallen oder Garagen abzuschließen. Es ähnelt einem Rollladen, muss jedoch zusätzlich die Sicherheits- und Wärmeschutzanforderungen erfüllen, die beim Rollladen durch das Fenster gewährleistet werden. Rolltore haben gegenüber dem klassischen Garagentor den Vorteil, dass außen kein Raum zum Öffnen benötigt wird. Der Vorteil gegenüber dem Sektionaltor liegt darin, dass keine Fläche über dem Innenraum benötigt wird.
- Schwenktor: es eine vertikale Achse, um die das Torblatt geschwenkt wird. Das Schwenken benötigt die Breite des Torblatts als Radius Platz. Mit dem Schwenken des Torblatts wird bei manchen Schwenktoren der Abschluss einer anderen Öffnung oder eines anderen Verkehrswegs vollzogen, wie bspw. bei einigen englischen als Tor ausgeführten Bahnübergängen. Hierbei wir in einer Stellung die Straße verschlossen und in der anderen Stellung der Schienenweg[2].

### Torturm und Torburg
- Torburg: Ist ein architektonisch relativ eigenständiges Tor einer Burg oder einer Stadtmauer. Eine häufige Form ist die mit Türmen versehene „Turmtorburg“. Dazu gehören die oft monumentalen Formen der „Halbrundturm-Torburg“, der von Doppelhalbrundtürmen flankierte Torburg oder der Torburg mit Zentralturm. Im Falle eines Burgtors sind die Torburgen meist vorgelagert; d. h. sie liegen jenseits des Grabens. In diesen Fällen spricht man auch von Barbakan.
- Torturm: Er erhebt sich über oder auch neben einem Tor einer größeren Anlage. Meist ist er Teil einer mittelalterlichen Befestigungsanlage. Dies kann eine Stadtbefestigung, eine Festung oder eine Burganlage sein. Dementsprechend wird er dann Stadttorturm, Festungstorturm oder Burgtorturm genannt. Der Torturm kann auch als Zwillingsturm beidseitig einer Toranlage stehen. Auch bei der Gestaltung neuzeitlicher Gebäudekomplexe werden Tortürme symbolhaft als Hauptzugang eingesetzt.

Regionale Besonderheiten
- Pailou, Torelement in der chinesischen Architektur. Pailous wurden in China aus Holz oder Stein errichtet, mit geschwungenen Dächern versehen und hatten mehrere Bögen. Als Ehrentor waren sie in der Funktion vergleichbar mit dem europäischen Triumphbogen.
- Propylon: Bezeichnet den Torbau, der in den üblicherweise durch Mauern umgrenzten Bezirk (Temenos) griechischer Heiligtümer, später auch in andere öffentliche Gebäude und Anlagen führt.
- Pylon: In der antiken ägyptischen und griechischen Architektur ist ein Pylon eine Toranlage mit Flankentürmen, die den Zugang zu einem Tempelbezirk (→ Pylon (Ägypten)) oder einer ähnlichen Anlage bildet. Die Pylonen können als weitgehend eigenständige Baukörper den Eingang flankieren oder miteinander zu einem kompakten, monumentalen Eingangsbau verbunden sein.
- Torii (jap. 鳥居): Sind Elemente der traditionellen japanischen Architektur und als solche reale oder symbolische Eingangstore eines Schreins. Es handelt sich dabei um Tore aus Holz oder Stein (seltener auch aus Eisen, Bronze oder Beton), die oft zinnoberrot lackiert sind und die die Grenze vom Profanen zum Sakralen markieren. Sie sind das auffälligste Zeichen von Shintō-Bauwerken, kommen aber auch selten in buddhistischen Tempeln vor.
- Gopuram (Tamil கோபுரம் kōpuram, „Königs-Feste“): Ist in der südindischen religiösen Architektur ein Torturm, der den Zugang zu dem von einer Mauer eingefassten Tempelbezirk gewährt.
- Torana: Ist ein – meist freistehendes – Tor vor einem buddhistischen, hinduistischen oder jainistischen Heiligtum in Indien oder anderen asiatischen Ländern. Sie markierten ursprünglich den Übergang von der profanen zur sakralen Welt. In späterer Zeit gingen ihre religiösen Implikationen vielerorts verloren und sie wurden zu Willkommens- oder Ehrenmonumenten im Stadtgefüge.

## Historische Torbauten
Bereits in der Antike gab es einfache Tore/Pforten und solche mit überwiegend repräsentativem Charakter. Während einfache Tore oft namenlos geblieben und häufig auch verschwunden sind, sind letztere manchmal bis auf den heutigen Tag erhalten: Hierzu zählen beispielsweise das babylonische Ischtar-Tor aus dem 6. Jahrhundert v. Chr. oder die Porta Nigra in Trier aus dem Jahre 180 n. Chr. Beim Abriss der mittelalterlichen Kölner Stadtmauer im 19. Jahrhundert wurden die repräsentativen Torburgen bewusst stehengelassen.
Beispiele mittelalterlicher Stadttore
- Eigelstein, Hahnentor, Ulrepforte, Severinstor in Köln aus dem 12. und 13. Jahrhundert
- Florianstor in Krakau vom Anfang des 14. Jahrhunderts
- Hexenturm in Jülich vom Anfang des 14. Jahrhunderts
- Isartor in München aus dem 14. Jahrhundert
- Holstentor in Lübeck aus dem 15. Jahrhundert
- Jerusalemer Tor in Büdingen (Hessen) aus dem Jahre 1503
- Stadttore in Nördlingen in Bayern aus dem 14. bis 17. Jahrhundert
- Sint Antoniespoort in Amsterdam aus dem 15. Jahrhundert, wurde im 17. Jahrhundert zu einer öffentlichen Waage umgenutzt

Im 15. Jahrhundert wurden Kanonen entwickelt, mit denen man die Burg- und Stadtmauern zusammenschießen konnte. Dadurch sank zunehmend die militärische Bedeutung der Stadttore, doch es wurden auch weiterhin repräsentative Torbauten gebaut.
Beispiele für Tore der Neuzeit
- Heidelberger Karlstor aus den Jahren 1775–1781, als Geschenk der Bürger der Stadt Heidelberg an Kurfürst Karl Theodor gebaut
- Brandenburger Tor aus den Jahren 1788–1791
- Pariser Triumphbogen aus den Jahren 1806–1836

## Zeitgenössische Tore
Repräsentative Stadttore werden auch in der Gegenwart gebaut – ein Beispiel ist die in den Jahren 1985–1989 gebaute, 110 m hohe Grande Arche in der Pariser Vorstadt La Défense, die auf derselben Königlichen Achse wie der oben erwähnte Triumphbogen liegt. Das Gebäude dient allerdings nicht ausschließlich der Repräsentation, sondern beherbergt Büros und Ausstellungsflächen.
Oft knüpfen die Gebäude gar nicht an die Form eines historischen Stadttores oder Triumphbogens und doch werden seitens der Stadtplaner, Kommunalpolitiker und Investoren als (symbolische) Stadttore oder zum besonderen Bereich führende Tore bezeichnet. Ein Beispiel hierfür ist das Messe Torhaus in Frankfurt am Main aus dem Jahre 1983.

## Sonstiges
Eine Schlupftür ist ein Zugang integriert in ein großes Tor in größerer Dimension als eine Tür. Es ermöglicht den vereinfachten Zugang, ohne das große Tor öffnen zu müssen (meist für Fußgänger bei Werkstoren etc.).